# Waar ben je morgen
Waar ben je morgen is een single van Herman van Veen. De single werd geproduceerd door Hans van Baaren, Van Veens vaste muziekproducent in die jaren. Zowel A- als B-kant is afkomstig van zijn elpee Morgen.
Waar ben je morgen is een cover van Another time van Tom Rapp. Hij schreef het voor zijn toenmalige muziekgroep Pearls before Swine (1965-1971). Het kwam terecht op hun debuutalbum One nation underground, een singlerelease van het lied is niet bekend. Het zou daarbij Rapps eerste zelf geschreven liedje zijn, maar Rapp gaf die eer ook weleens aan Be a man, join the Klan. Inspiratie haalde hij uit een verkeersongeluk waarbij hij betrokken was, maar ongewond bleef. Het lied gaat over onverschilligheid binnen het heelal. Rob Chrispijn, destijds bijna Van Veens vaste vertaler, schreef de Nederlandse tekst. Opvallend is de keus voor een nummer van Pearls before Swine, deze band gaf namelijk in 1969 ook hun versie van Suzanne uit, ongeveer gelijktijdig met de versie van Van Veen.
't Is iets dat gebeurt is een cover van The circle is small (I can see it in your eyes), geschreven door Gordon Lightfoot voor zijn album Back here on earth uit 1968. Het lied gaat over liefde en verraad (vreemdgaan). Ook hier leverde Rob Chrispijn de Nederlandse tekst, die dicht bij het origineel bleef ("Ik haat de kerel die jou heeft gekust'). Ook Lightfoot bracht het lied op single uit, maar dan in 1978.
De single haalde slechts de tipparade van de Nederlandse Top 40. De Hilversum 3 Top 30 werd niet gehaald.